# ルノー・R.S.18
ルノー・R.S.18 (Renault R.S.18) は、ルノーが2018年のF1世界選手権参戦用に開発したフォーミュラ1カーである。

## 概要
2018年2月20日にオンライン上で正式発表された。
ノーズは先端の突起を含めてややワイドになっており、バージボード周りは本年のトレンドでもある複雑なフェアリング処理が施された。コクピット後方上部やエアインテークの形状は大きく変更されており、横に広げられたような格好になっている。

## 2018年シーズン
ドライバーはニコ・ヒュルケンベルグと、前年秋にレッドブルからレンタル移籍で加入したカルロス・サインツJr.が残留。
2016年にワークス・チームとしての活動を再開して以来の好調なシーズンであり、開幕から第8戦までチームとしての連続入賞を果たした。また、第4戦アゼルバイジャンGPにサインツが5位入賞で復帰後における最高順位を更新した。予選も1台はQ3の常連であり、GPによっては2台でQ3進出も達成。決勝も入賞圏内での順位争いを演じており、第6戦モナコGPではコース特性も手伝って、ヒュルケンベルグが後方にいた上位チームにあたるレッドブルのフェルスタッペンを抑え込んだまま逃げ切るなど、チームとしてのマシンの開発能力が向上していることを証明しつつある。そして、10年ぶりの母国レースとなったフランスGPでもサインツ8位、ヒュルケンベルグ9位とダブル入賞を果たしたが、次のオーストリアGPでは今季初のノーポイントとなった。シーズン全体で見れば予選で安定的な成績を発揮し、決勝も他車との接触やマシントラブルがなければ入賞することが可能な戦闘力は持っていたものの、自力での表彰台獲得を含むトップ3を打ち破るまでには至らなかった。それでも、前年の倍のポイントを獲得し、コンストラクターズ4位に躍進したシーズンとなった。

## スペック

### シャシー
- 名称：ルノー R.S.18
- シャシー構成：ルノー・スポールF1チーム カーボンファイバー&アルミニウム・ハニカムコンポジットモノコック、ルノー・スポール パワーユニット搭載（ストレスメンバー）
- フロントサスペンション：カーボンファイバー製プッシュロッド式トーションバー（トップ&ボトム・ウィッシュボーン）
- リアサスペンション：カーボンファイバー製プルロッド式トーションバー（トップ&ボトム・ウィッシュボーン）
- トランスミッション：セミオートマチック・シーケンシャル電子制御（クイックシフト） 8速＋リバース1速 チタニウム製ギアボックス
- ホイール：O・Z マグネシウム製
- 燃料システム：ケブラー強化ラバー燃料タンク ATL製
- エレクトロニクス：MES-マイクロソフト スタンダードECU
- ブレーキシステム：ブレンボ カーボンディスク、パッド、キャリパー、APレーシング マスターシリンダー
- タイヤ：ピレリ
- フロントトラック：1,600 mm
- リアトラック：1,550 mm
- 全長：5,480 mm
- 全高 950 mm
- 全幅 2,000 mm
- 重量 733 kg（ドライバー、車載カメラ、バラストを含む）

### パワーユニット
- 名称：ルノー R.E.18
- 排気量 1,600 cc
- 気筒数：6（V型6気筒）
- 最高回転数：15,000 rpm(レギュレーションで規定)
- ターボチャージャー：シングルターボ、ブースト圧無制限（5 bar）
- 最大燃料流量：100 kg/h
- 最大燃料容量：105 kg
- バンク角：90度
- ボア：80 mm
- ストローク：53 mm
- クランクの高さ：90 mm
- バルブ数：24
- 燃料噴射：直接噴射
- MGU-K
  - 最高回転数：50,000 rpm
  - 最大出力：120 kW
  - 最大エネルギー回生量：2 MJ（1周あたり）
  - 最大エネルギー放出量：4 MJ（1周あたり）
- MGU-H
  - 回転数：100,000 rpm
  - エネルギー回生量：無制限
- パワー：950 hp以上
- 重量：145 kg（FIA既定の最低重量）

## 記録
| 年   | No. | ドライバー       | 1   | 2   | 3   | 4   | 5   | 6   | 7   | 8   | 9   | 10  | 11  | 12  | 13  | 14  | 15  | 16  | 17  | 18  | 19  | 20  | 21  | ポイント | ランキング |
| 年   | No. | ドライバー       | AUS | BHR | CHN | AZE | ESP | MON | CAN | FRA | AUT | GBR | GER | HUN | BEL | ITA | SIN | RUS | JPN | USA | MEX | BRA | ABU | ポイント | ランキング |
| ---- | --- | ---------------- | --- | --- | --- | --- | --- | --- | --- | --- | --- | --- | --- | --- | --- | --- | --- | --- | --- | --- | --- | --- | --- | -------- | ---------- |
| 2018 | 27  | ヒュルケンベルグ | 7   | 6   | 6   | Ret | Ret | 8   | 7   | 9   | Ret | 6   | 5   | 12  | Ret | 13  | 10  | 12  | Ret | 6   | 6   | Ret | Ret | 122      | 4位        |
| 2018 | 55  | サインツ         | 10  | 11  | 9   | 5   | 7   | 10  | 8   | 8   | 12  | Ret | 12  | 9   | 11  | 8   | 8   | 17  | 10  | 7   | Ret | 12  | 6   | 122      | 4位        |

- 太字はポールポジション、斜字はファステストラップ（key）
- † 印はリタイアだが、90%以上の距離を走行したため規定により完走扱い。